# Canon EF-S 18-55mm
Canon EF-S 18-55mm lens f/3.5-5.6 — стандартний зум об'єктив для цифрових дзеркальних фотокамер Canon із байонетом EF-S. Іде в комплекті з любительськими дзеркальними апаратами Canon.

## EF-S 18-55 USM I/II / EF-S 18-55 I/II
Дешевий об'єктив, що відбивається на його якості зображення і конструкції. Об'єктив повністю пластиковий. Якість зображення може залежати від конкретного екземпляру. Загалом цей об'єктив є м'яким чи дуже м'яким і необхідно затискати діафрагму для досягнення чіткості. Бочковидне викривлення доволі помітне на широкому куті, типовими є хроматичні аберації.

## EF-S 18-55 IS
Дешевий об'єктив, що відбивається на конструктиві, але не на якості зображення. У порівнянні з попередньою версією, та з іншими любительскими зумами Canon, ця версія чіткіша на відкритій діафрагмі. У порівнянні з попередником має менше хроматичних аберацій, але бочковидне викривлення таке саме.

### Специфікації
- Canon EF-S 18-55mm f/3.5-5.6 USM [Архівовано 14 червня 2005 у Wayback Machine.]
- Canon EF-S 18-55mm f/3.5-5.6 IS [Архівовано 2 січня 2013 у Archive.is]

### Огляди

#### 18-55 f/3.5-5.6 II
- photozone.de [Архівовано 23 лютого 2018 у Wayback Machine.]

#### 18-55 f/3.5-5.6 IS
- photozone.de [Архівовано 26 червня 2013 у WebCite]
- SLRgear.com [Архівовано 16 липня 2011 у Wayback Machine.]

#### 18-55 f/3.5-5.6 USM
- SLRgear.com [Архівовано 16 липня 2011 у Wayback Machine.]